# Drielaker See
Der Drielaker See ist ein Baggersee im Osternburger Substadtteil Drielake am Stadtrand von Oldenburg, Niedersachsen.

## Beschreibung
Der etwa 10,4 ha große See wurde Anfang der 1980er Jahre mit dem Bau der Autobahn A 29 angelegt. Hauptsächlich wurde der Aushub für die Aufschüttung der Rampen für die 26 m hohe Autobahnhochbrücke über die Hunte verwendet. Er bildet heute ein Naherholungsgebiet in unmittelbarer Nähe zu Hafen und Gewerbe.

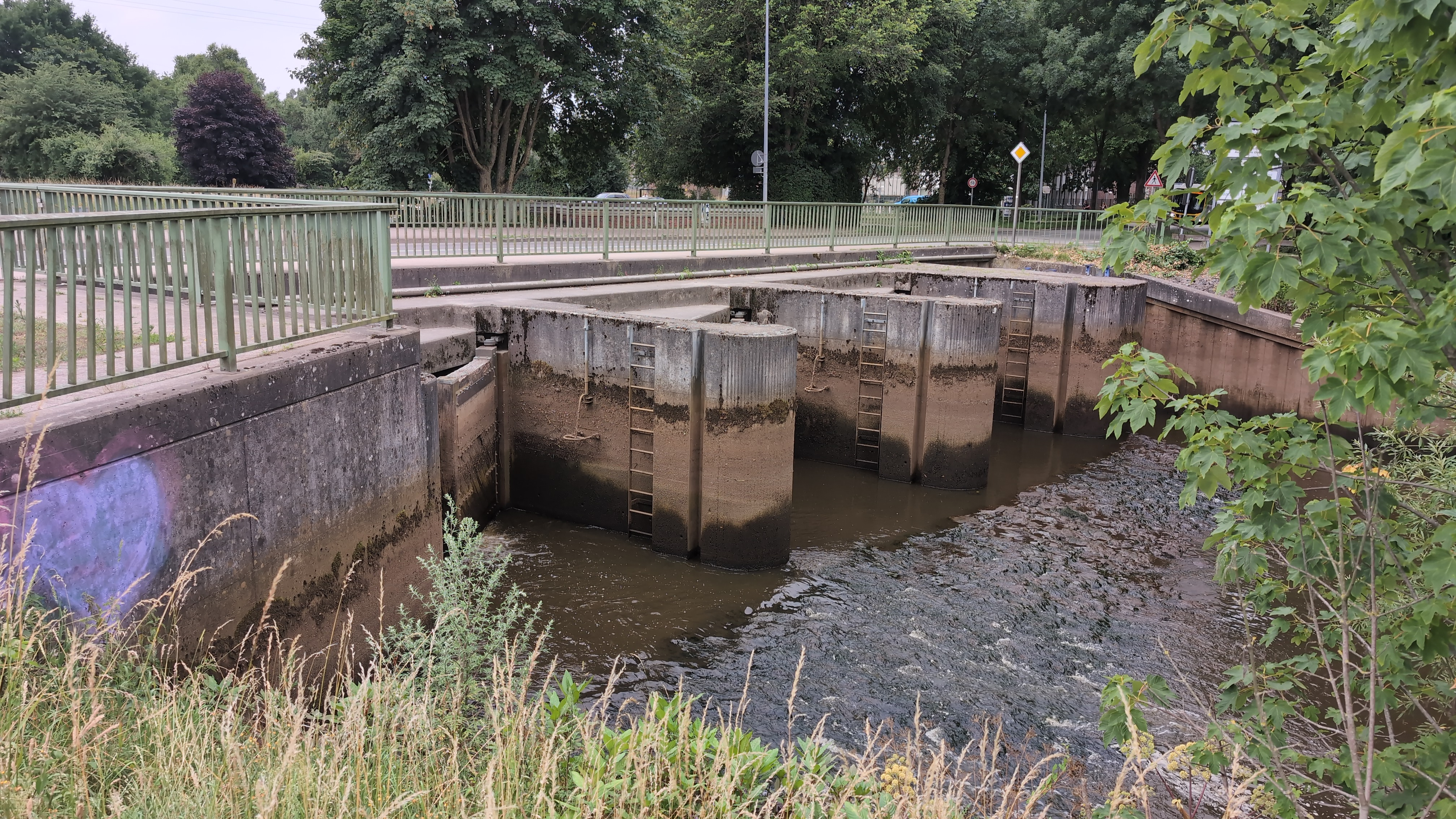
Drielaker Siel

Der Drielaker See wird vom Sportfischer-Verein Oldenburg e.V. als Angelgewässer genutzt. Unmittelbar an der Nordostseite des Sees verläuft der Hemmelsbäker Kanal, der wenige 100 m weiter nördlich in die Hunte mündet.